# Luzonichthys
Luzonichthys là một chi cá biển thuộc phân họ Anthiadinae nằm trong họ Cá mú. Những loài trong chi này được tìm thấy ở vùng biển nhiệt đới và cận nhiệt đới thuộc Ấn Độ Dương và Thái Bình Dương. Một loài duy nhất là Luzonichthys kiomeamea vừa mới được tìm thấy ở Đông Nam Thái Bình Dương, mở rộng thêm phạm vi phân bố của chi này. Những loài trong chi này chủ yếu có màu đỏ cam, vàng cam, trắng bạc và hồng tím.

## Các loài
Chi Luzonichthys bao gồm các loài sau:
- Luzonichthys earlei Randall, 1981
- Luzonichthys kiomeamea Shepherd, Pinheiro, Phelps, Perez-Matus & Rocha, 2019[3]
- Luzonichthys microlepis (Smith, 1955)
- Luzonichthys seaver Copus, Ka'apu-Lyons & Pyle, 2015[4]
- Luzonichthys taeniatus Randall & McCosker, 1992
- Luzonichthys waitei (Fowler, 1931)
- Luzonichthys whitleyi (Smith, 1955)
- Luzonichthys williamsi Randall & McCosker, 1992